# Guillaume de Nautonier de Castelfranc
Guillaume de Nautonier de Castelfranc dit Le Nautonier, est né au château de Lourmarié, commune de Vénès, le 16 décembre 1560 et mort au château de Castelfranc, Montredon-Labessonnié le 10 août 1620 , est un pasteur, astronome et géographe français.

## Éléments biographiques
Né à Vénès dans une famille protestante originaire du Rouergue entrée en possession de la seigneurie de Castelfranc au début du XVIe siècle, Guillaume de Nautonier étudie la théologie à Lausanne et exerce son ministère à Réalmont en 1591 et auprès des deux églises rurales de Vénès et de Montredon-Labessonnié en 1594. Passionné de mathématiques et d'astronomie, il rechercha un moyen de calculer les longitudes. Il fit construire une tour-observatoire sur le point le plus élevé de Castelfranc. Il meurt à Castelfranc le 16 décembre 1620.

## Mécométrie de l'aimant
Son ouvrage majeur, Mécométrie de l'aimant, c'est-à-dire, la manière de mesurer les longitudes, de l'invention de Guillaume le Nautonier de Castelfranc, édité en plusieurs langues, qui fait de son auteur un précurseur du géomagnétisme, est un classique de la navigation appliquée. La première partie est dédiée à Henri IV, roi de France, la seconde, à James Ier, roi d'Angleterre, et la troisième à Maximilien de Béthune « Chavaillier, Baron de Rosny, Grand maistre de l'artillerie, surintendant des fortifications de France ». Cet ouvrage, très apprécié, lui a valu une pension du  roi Henri IV, en 1609, et d'être nommé géographe ordinaire du roi. Il avait obtenu des lettres patentes portant licence d'imprimer et privilège de vendre La Micrométrie en date du 15 octobre 1601. La réalisation de l'impression du livre au château de Lourmarié avec des caractères appartenant à l'auteur a duré au moins deux années. Il a vendu la presse, les 50 000 caractères, les outils et meubles utilisés aux consuls de Castres en 1604.
Il fut utilisé, à partir de 1603, par Samuel de Champlain pour ses travaux cartographiques en Nouvelle-France. Il fut par contre vivement critiqué en 1611 par Didier Dounot, professeur de mathématiques à Paris qui l'accusa dans son livre Confutation de l'invention des longitudes ou De la mecometrie de l'eymant. Cy devant mise en lumiere souz le nom de Guillaume le Nautonnier, sieur de Castel-Franc au haut Languedocde ne pas démontrer ses affirmations et de rejeter comme fausses toutes les observations sur la déclinaison de la boussole qui ne corroboraient pas sa théorie.

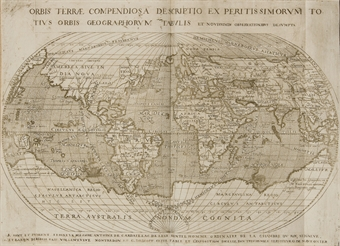
Mappemonde dépliante donnant les "noms des vents de marine selon leur ordre"

## Publications
- Nautonier, G. de, et Miremont, J. de, Excelens proverbes, pour donner instruction a toute sorte de personnes: composés par le Roy Salomon et réduits en lieux communs selon l'ordre de l'alphabet, pour le soulagement des lecteurs, Montauban : Denis Haultin, 1593.
- Nautonier, G. de, Mecometrie de leymant cest a dire La maniere de mesurer les longitudes par le moyen de l'eymant. Par laquelle est enseigné, un tres certain moyen, au paravant inconnu, de trouver les longitudes geographiques de tous lieux,--aussi facilement comme la latitude. Davantage, y est monstree la declinaison de la guideymant, pour tous lieux. Œuvre nécessaire aux admiraux, cosmographes, astrologues, geographes, pilotes, geometriens, ingenieux, mestres des mines, architectes, et quadraniers. De linvention de Guillaume de Nautonier sieur de Castelfranc en Languedoc ..., imprimé à Venes ches l'autheur par Raimond Colomies, imprimeur en l'Université de Tolose, & par Antoine de Courteneufve, 1603-1604[7].
- édition en latin : Mecographia magnetica, id est longitudinum magneticis observationibus in dagatarum descriptio... Inventione et opera Guillelma Nautiraei, 1603.
- édition en castillan : Nautonier, Guillaume de (seigneur de Castelfranc) La Mec grafia de la piedraman que es la descripcion de las longores halladas por las observaçiones de las declinaciones de la piedraman... 1603.
- édition en anglais : The mecographie of ye loadstone : Tat is to say ane description of the lenthes or longitudes, quhikis ar son be ye obseruations of ye loadstone: this moyen is verse certain & and neuhe fond ond and schauis phou meikil ye nidil or guideymant goir a fide or fleis from yelyn meridional, in qual part of ye land, or of ye sie yt he at in and also quihikis, ye lenthe geographique from degre to degre be tables. It is ane vork necessaire for ye admirals, cosmographer, astrologues, geographes, hydrographes, skippers, geometriens, or archivctes, and to tais that makis ye horologes for ye sone and other instruments of ye mathematiques ye dou passe be ye lodeflune. Invented and maid ve Vnilham Nautonier Lord off Castelfranck in Langedoc. [...] 1603.
- édition en néerlandais : Die Mecographie, oft Verclaeringhe van den Seylsteen. Tevbeten, de Beschriivinghe van de lenckthen, gevonden door de onderhondinghe van de nederdaelinghe, oft verminderinghe vande seylsteen... Seer Nooteliik, voor de Liefhebbers van de Cosmographie, Astrologie, Geographie, Hidrograpgie [sic] oock alle Admiraelen, Piloten, Geometren, Bouubmeesters, Horologe maekers, Souubiisers, ende andere Mathematichske instrumenten, de vbelcke gestelt vborden door he middel van de naelde 1603.
- édition en italien : La mecografia della calamita, cioè la descrittione delle lunghezze, trovate per le osservationi delle declinationi della Calamita, nella quale, da un modo certissimo e non conosciuto fin qui, è dimostrato, de quanto l'ago della bussolla schiva, e se discosta dalla linea meridiana, en qual se voglia luogho della Terra o del Mare, & qual sia en ciascaduno luogho la lunghezza geografica, descritta de grado en grado con tavole continue.  1602 (seulement un exemplaire est connue en italien).
- Nautonier, G. de, (sieur de Castelfranc) Diaire, ou Journalier de la longueur des jours et des nuicts de toute l'année... pour la latitude du 44. degré et autres qui en approchent..., Castres : Pierre Fabry, 1605.
- Nautonier, G. de, De Artificiosa memoria liber, artem memoriae e philosophorum, oratorum, prestantissimorumque aliorumque auctorum, tam veterum quam recentiorum scriptis, collectam... complectens, Castris : ex officina P. Fabri, 1607 (lire en ligne).